# Església de Sant Tomàs (Miagao)
L'Església parroquial de Sant Tomàs de Villanueva o Església de Miagao és una església catòlica situada al municipi de Miagao a la província de Iloílo en les Filipines.
Se la coneix també com a Església-fortalesa de Miagao, ja que va servir com a torre defensiva de la ciutat contra els atacs dels moros musulmans. L'església va ser declarada Patrimoni de la Humanitat l'11 de desembre de 1993 juntament amb l'església de Sant Agustí de Manila; l'església de La nostra Senyora de l'Asunción a Santa María, Ilocos Sud; i l'església de Sant Agustín a Paoay, Ilocos Nord sota el títol col·lectiu d'Esglésies barroques de les Filipines, un grup de quatre esglésies de l'època espanyola en estil barroc.

## Història
Miagao va ser primer una visita o raval d'Oton fins a l'any 1580, Tigbauan fins a 1592, San Joaquín fins a 1703 i Guimbal fins a 1731. Es va convertir en parròquia independent dels agustins l'any 1731 sota l'advocació de Sant Tomàs de Villanueva. Amb l'establiment de la parròquia, es van construir una església i un convent en una terra propera al mar, anomenada Ubos. El pare Fernando Camporredondo va servir com el primer rector de la ciutat a l'any 1734. Quan la ciutat experimentava freqüents invasions dels moros els anys 1741 i 1754, la ciutat anava a un lloc més segur. Aquí es va construir una nova església el 1787 a través de treballs forçats sota la supervisió de fra Francisco Gonzales, capellà rector i amb el governador espanyol Domingo Libo-on. Va ser construïda sobre el punt més alt de la ciutat, per guardar-la dels invasors anomenats Tacas. Després de deu anys, la ciutat es va acabar l'any 1797. Es va dissenyar amb murs gruixuts per servir de protecció als invasors. Va resultar greument danyada durant la revolució filipina però després es va reconstruir. Va sofrir pel foc de l'any 1910, la Segona Guerra Mundial i el terratrèmol de Lady Caycay de l'any 1948.
L'església de Miagao actual és la tercera construïda des del seu establiment l'any 1731. Per conservar l'església, va passar per una restauració l'any 1960 i acabada el 1962. Va ser declarada un santuari nacional per decret presidencial n.º 260 emès per l'anterior president Ferdinand Marcos.

## Arquitectura
L'estil general de l'església cau dins del que és l'estil arquitectònic del barroc colonial espanyol. El seu color ocre es deu als materials usats en construir l'església: tova, ou, corall i pedra calcària., La fonamentació de l'església té sis metres de profunditat i els massissos murs de pedra, 1,5 metres de gruix, reforçats amb l'ús de contraforts de 4 metres de gruix com a protecció enfront dels invasors moros, com es va estipular en el decret real 111 de 1573 (Lleis d'Índies).

### Façana
La façana de l'església de Miagao està formada per un baix relleu decorat, enmig de dos enormes campanars en forma de torres de vigilància a cada costat. El baix relleu mostra una influència mixta amb elements de tradicions diverses: hispanomedieval, xinesa, musulmana i local, la qual cosa confereix una característica única a la façana d'aquesta església. Una part destacada de la façana és un cocoter representant l'arbre de la vida en el qual es recolza Sant Cristòfol. Sant Cristòfol vesteix robes tradicionals locals, i porta al Nen a la seva esquena. La resta de la façana presenta la vida quotidiana de les gents de Miagao en aquella època, incloent flora (com la papaia, el coco o la palmera) i fauna.,
Sobre la porta d'entrada, de fusta, al centre de la façana, just sota la imatge de sant Cristòfol, es troba una imatge tallada del sant patró de la ciutat, sant Tomàs de Villanueva. A cada costat de la porta estan les imatges de sant Enric de Baviera i el papa Pius VI., Sobre les imatges de sant Enric i el papa estan els seus respectius escuts.

### Campanar
Dos enormes campanars desiguals directament units al cos principal de l'església servien com a talaies per a defensa de la ciutat contra la invasió dels moros. Tenen dos dissenys diferents donat que són encàrrec de dos sacerdots diferents. En el costat esquerre està el campanar antic, el més alt amb quatre nivells. Originàriament, el campanar de l'est es va construir amb només dos nivells. Va ser l'any 1830 quan el pare Francisco Pérez va decidir afegir-li una altra planta al campanar de l'est. D'aquesta manera, el campanar de l'est té una planta menys que el de l'oest.

### Interior
L'estructura més destacada de l'interior és un retaule d'or platejat. L'altar actual és original, del segle xviii i es va creure perdut pel foc de 1910 i descobert durant les excavacions de 1982. Conté tres nínxols. En el mitjà està el crucifix i a banda i banda, estàtues del sant patró, Sant Tomàs de Villanueva, i de Sant Josep. El tabernacle per sota del crucifix està acabat en un 98% or i plata purs. A banda i banda hi ha imatges del Sagrat Cor de Jesús i l'Immaculat Cor de Maria, que es remunten a l'any 1780.

### Baptisteri
El baptisteri conté la imatge del Birhen ng Barangay en pedra calcària i roba filipina tradicional recuperats en les excavacions de l'any 1982. Les imatges originals de finals de 1790 de sant Tomàs de Villanueva pot també trobar-se tancada en una vitrina de cristall en la part posterior de l'església.

## Galeria d'imatges

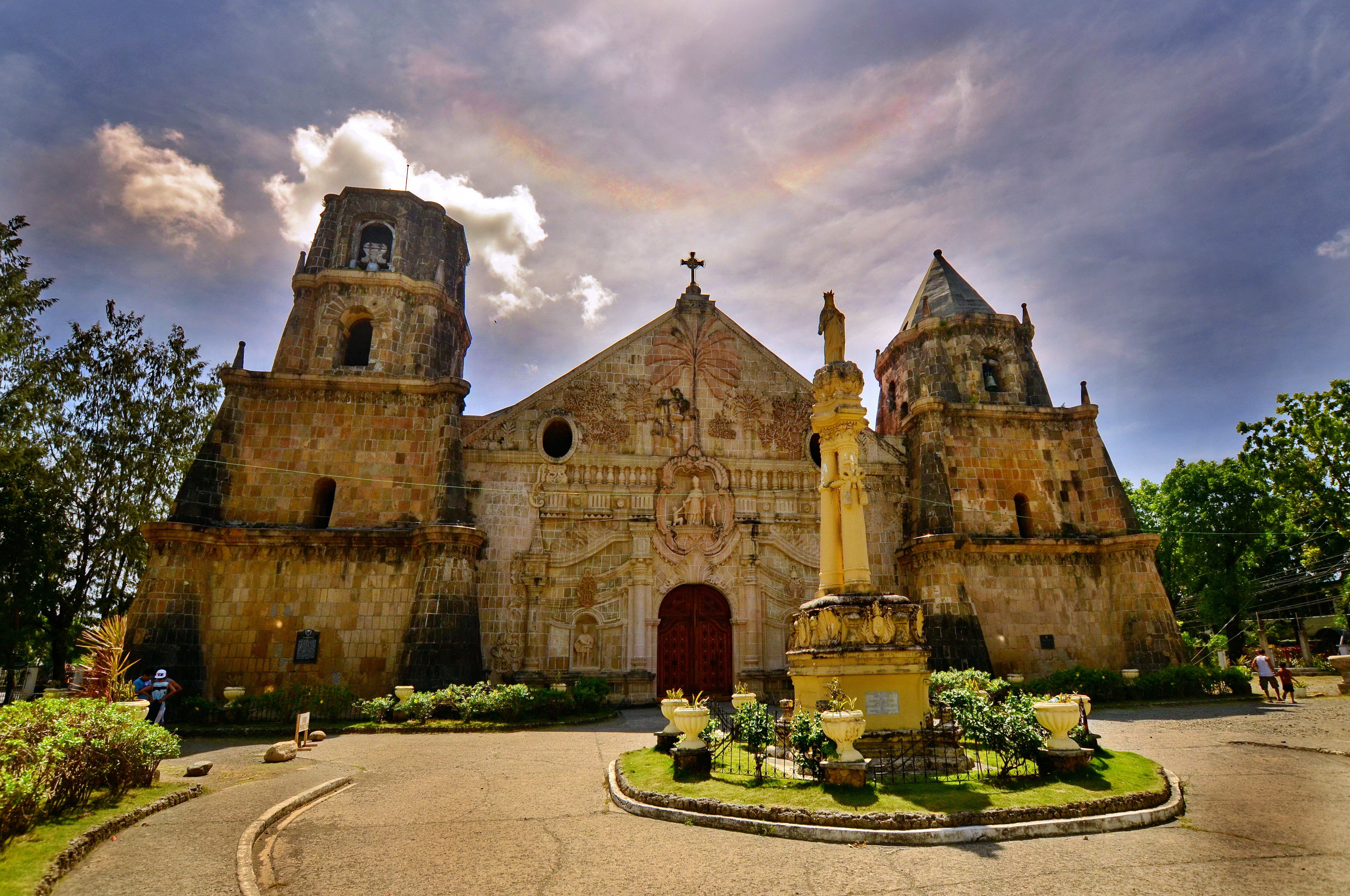
Església de Sant Tomàs
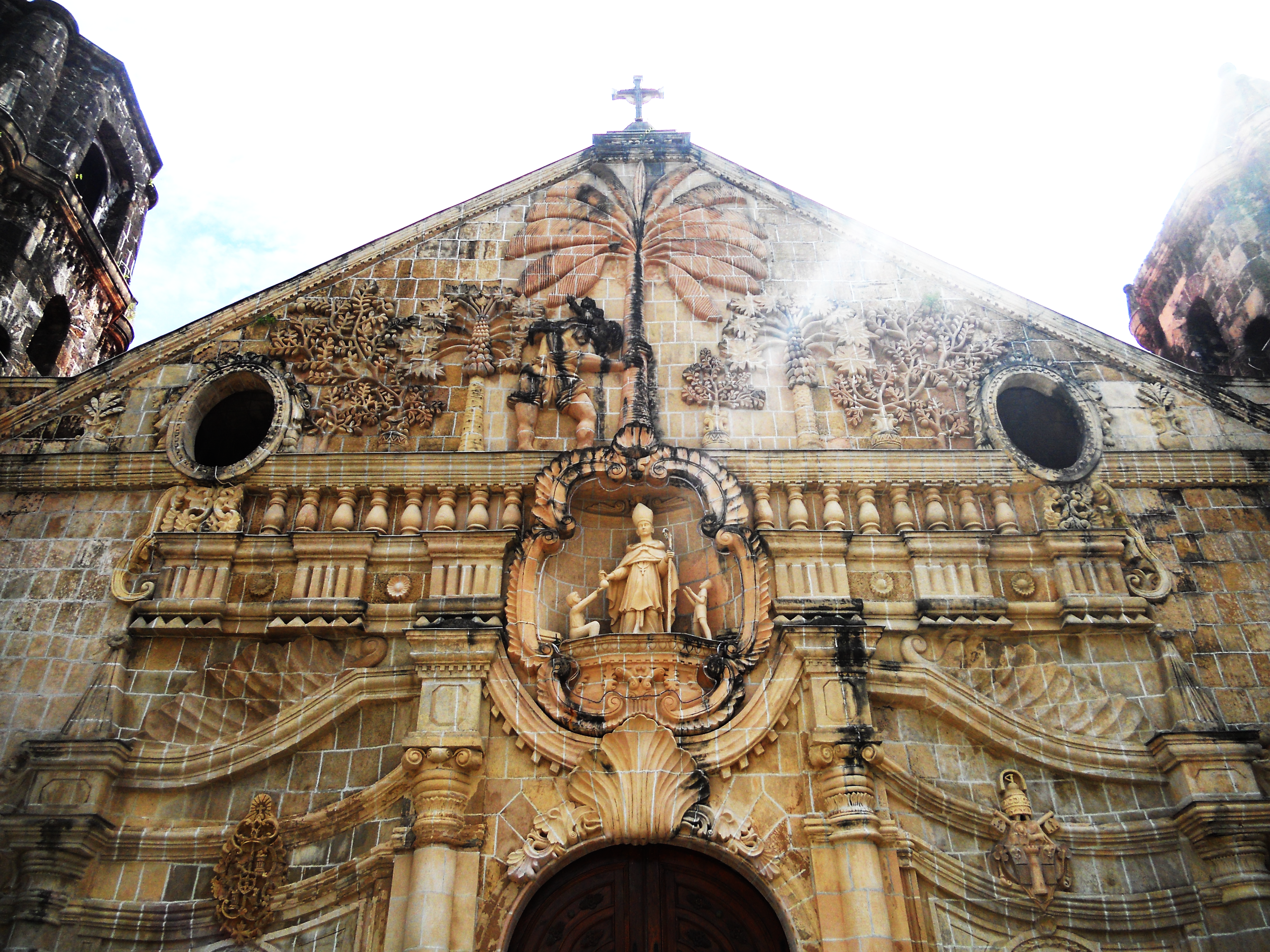
Façana
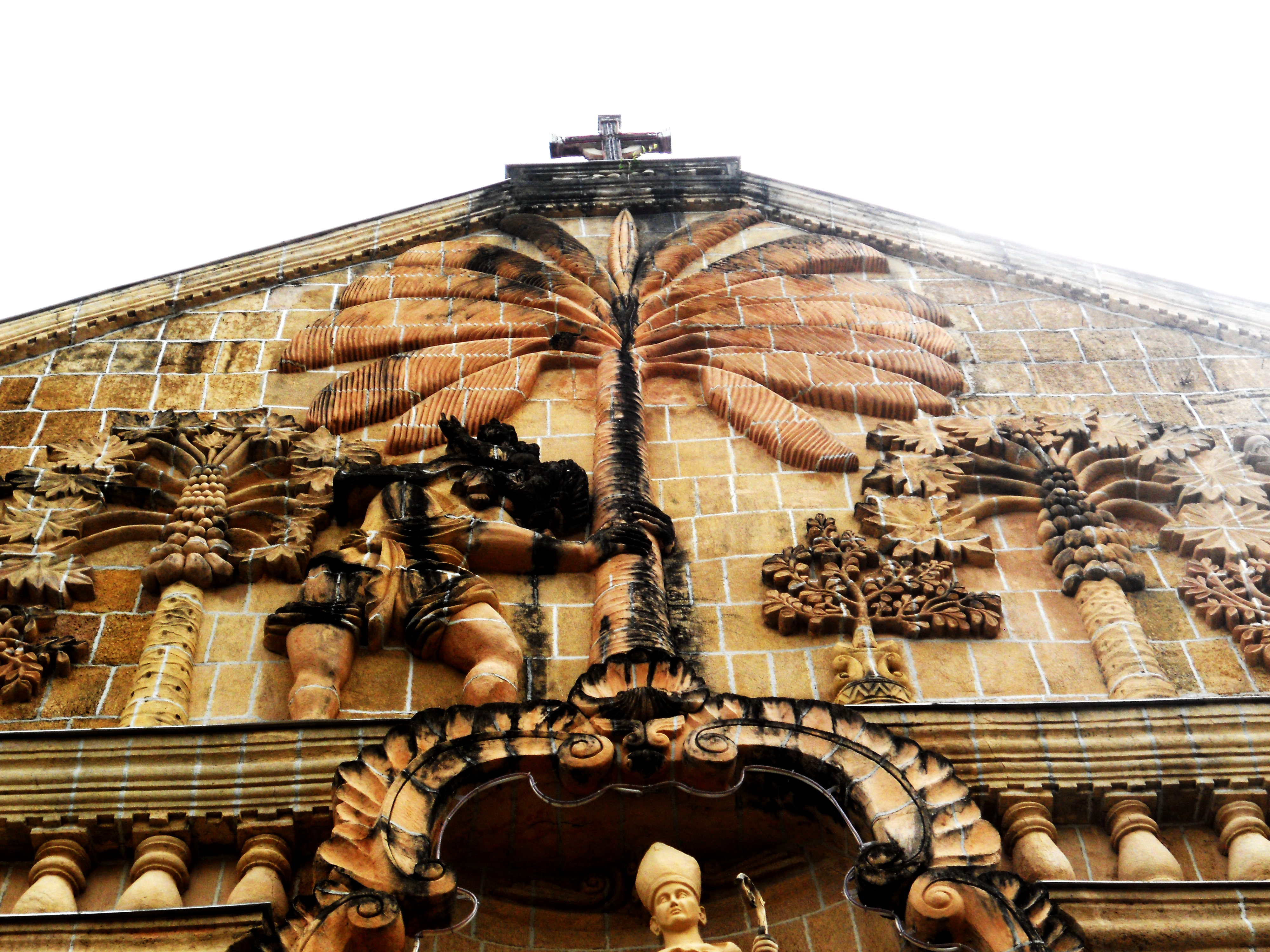
Vista de la façana
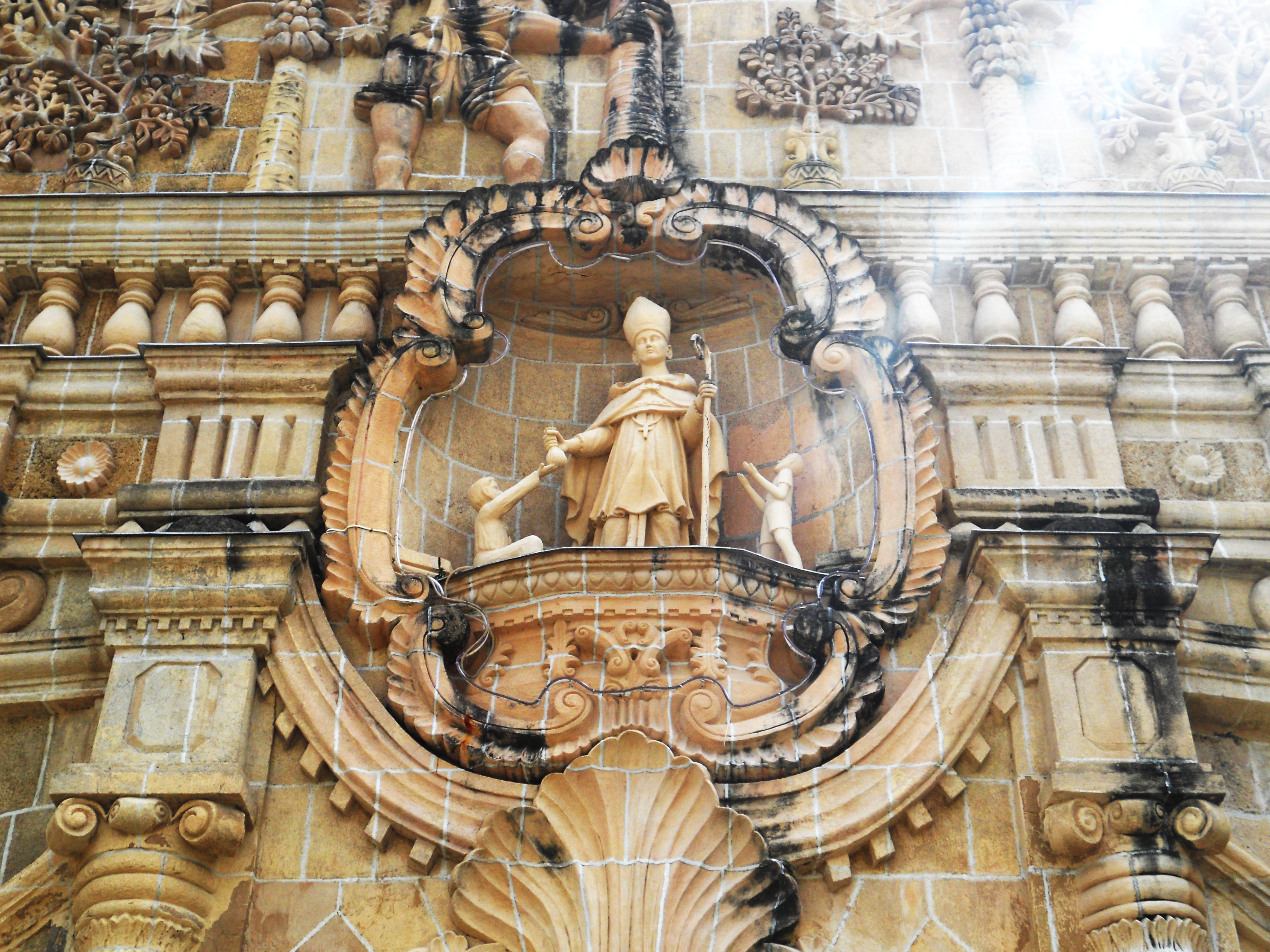
Imatge de St. Tomàs (façana)
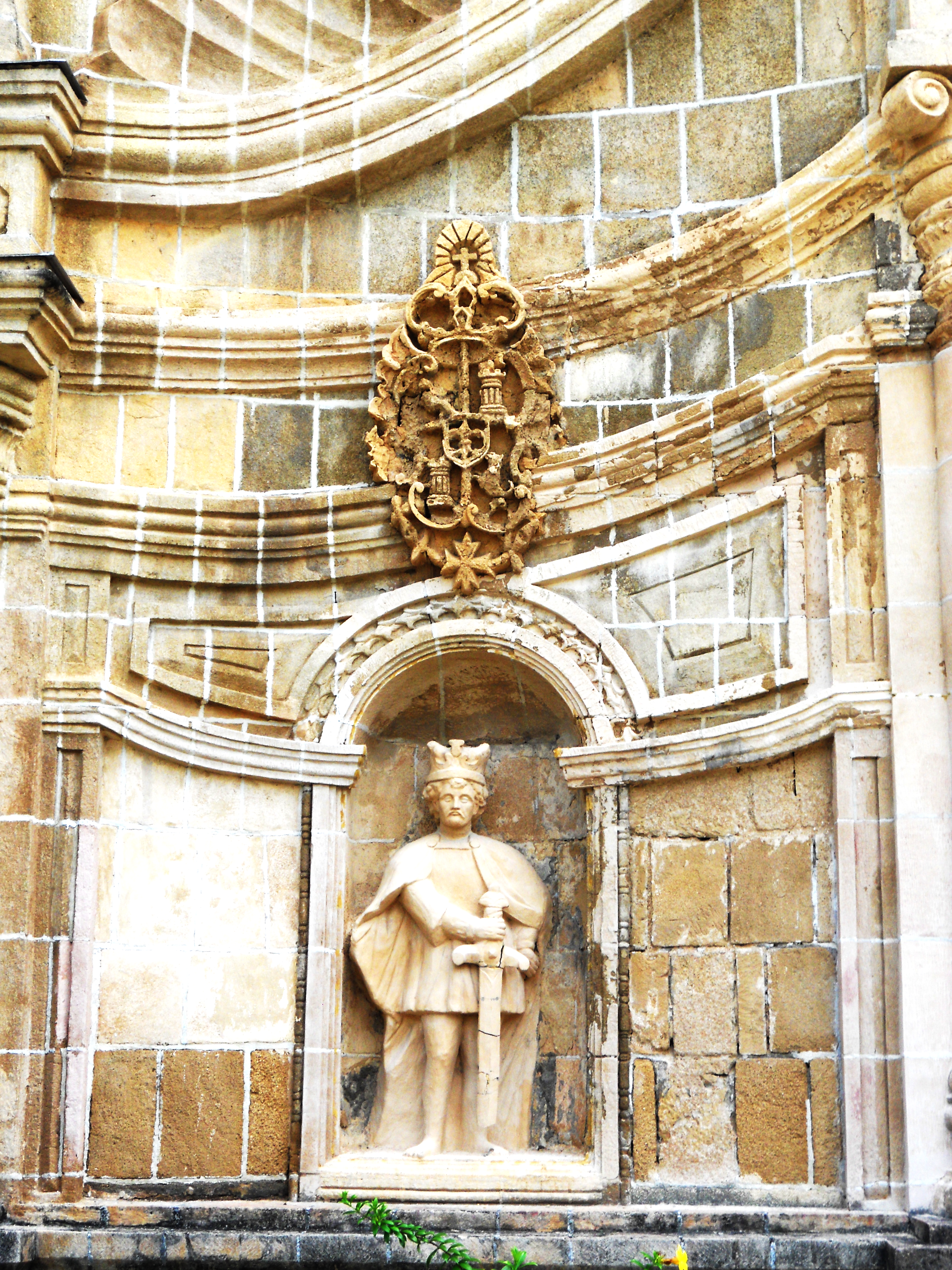
Sant Enric de Baviera (façana)
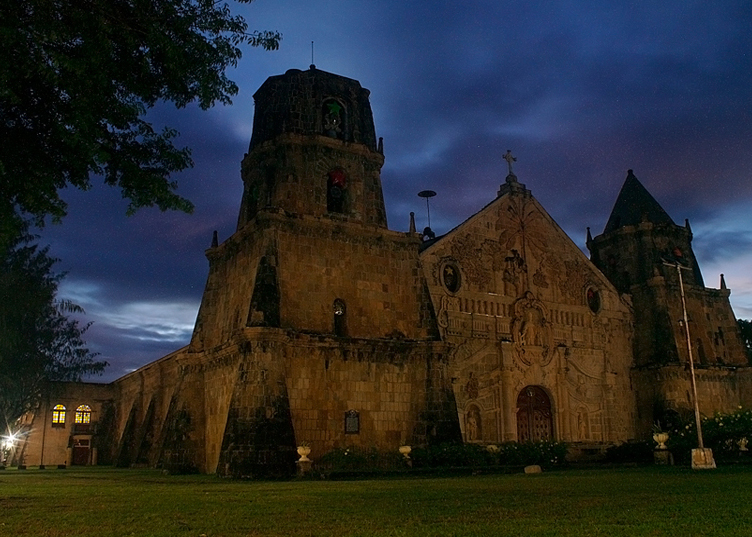
Vista de l'església
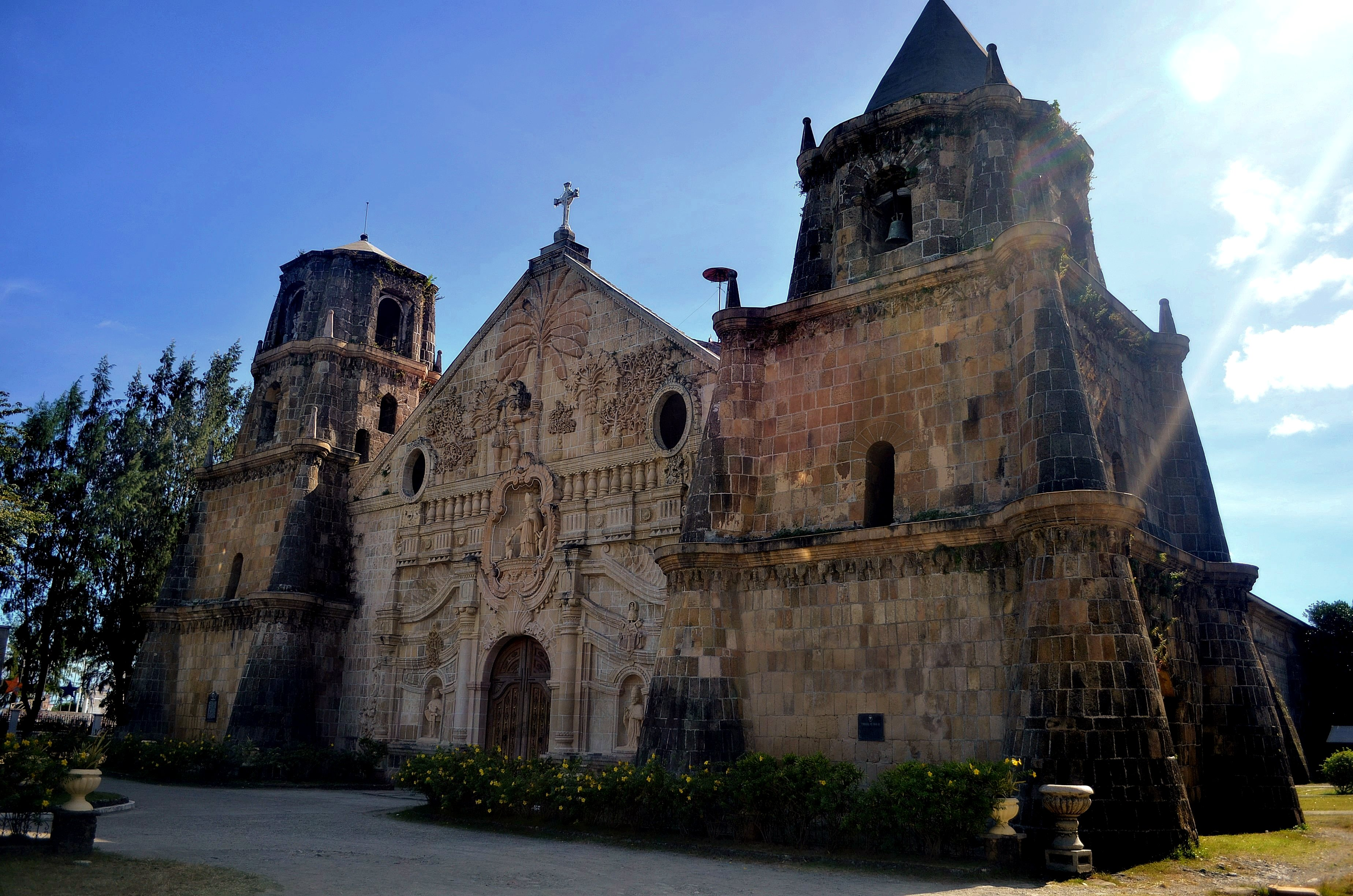
Església